# Richard Dysart
Richard Dysart (Boston, 30 maart 1929 – Santa Monica (Californië), 5 april 2015) was een Amerikaans acteur. Hij speelde Leland McKenzie in meer dan 170 afleveringen van L.A. Law. Daarvoor won hij in 1992 een Emmy Award, waarvoor hij in 1989, 1990 en 1991 ook werd genomineerd. Dysart maakte zijn filmdebuut in Love with the Proper Stranger (1963). Sindsdien bouwde hij zijn cv uit tot meer dan twintig filmrollen, meer dan vijftig inclusief die in televisiefilms.
Dysart gaf bij herhaling gestalte aan historische personen in meer dan één project. Zo speelde hij in 1995 J. Edgar Hoover in de film Panther, nadat hij die twee jaar eerder ook speelde in de televisiefilm Marilyn & Bobby: Her Final Affair. In 1989 had hij tweemaal een rol als president Harry S. Truman in één kalenderjaar: in de televisiefilm Day One en in de televisieserie War and Remembrance. Dysart speelde een andere Amerikaanse president in de televisiefilm The Last Days of Patton, namelijk Dwight D. Eisenhower.
Dysart trouwde in 1987 met Kathryn Jacobi, zijn derde echtgenote.
Hij stierf na een lang ziekbed op 86-jarige leeftijd.

## Filmografie
*Exclusief 25+ televisiefilms
| - Spawn 3: Ultimate Battle (1999) - Hard Rain (1998) - Panther (1995) - Back to the Future Part III (1990) - Wall Street (1987) - Tenkû no shiro Rapyuta (1986, stem Engelstalige versie) - Warning Sign (1985) - Pale Rider (1985) - Mask (1985) - The Falcon and the Snowman (1985) - The Thing (1982) - Being There (1979) | - Meteor (1979) - Prophecy (1979) - An Enemy of the People (1978) - The Hindenburg (1975) - The Day of the Locust (1975) - The Crazy World of Julius Vrooder (1974) - The Terminal Man (1974) - The Hospital (1971) - The Sporting Club (1971) - The Lost Man (1969) - Petulia (1968) - Love with the Proper Stranger (1963) |

## Televisieseries
*Exclusief eenmalige gastrollen
- Spawn - Cogliostro (1997-1999, achttien afleveringen - stem)
- Batman - Dr. Bartholomew (1992-1994, twee afleveringen - stem)
- L.A. Law - Leland McKenzie (1986-1994, 171 afleveringen)
- East Side/West Side - Tom Morgan (1963, twee afleveringen)

- Biblioteca Nacional de España: XX1537303
- Bibliothèque nationale de France: cb141742434 (data)
- Gemeinsame Normdatei: 1061824594
- International Standard Name Identifier: 0000 0000 5937 2029
- Library of Congress Control Number: n85322469
- Nationale Bibliotheek van Tsjechië: xx0327194
- Nationale Bibliotheek van Israël: 987007324747605171
- Nederlandse Thesaurus van Auteursnamen: 073869619
- SNAC: w6sw3m2d
- Système universitaire de documentation: 184149568
- Virtual International Authority File: 44509085
- WorldCat: E39PBJxMmjvW4CrH8qDdbQTvHC